# 게이한신
게이한신(일본어: 京阪神 한국어 독음: 경판신[*])은 교토부(京都), 오사카부(大阪), 고베시(神戸)를 묶어 부르는 말이다. 세 도시의 위성도시를 묶고, 수도권(도쿄권)의 뒤를 잇는 대도시권의 형태를 이루고 있다. 교토와 오사카를 나타내는 게이한(일본어: 京阪)과 오사카와 고베를 묶은 한신(일본어: 阪神)의 합성이라고 생각할 수도 있다.
긴키 지방의 중부에 해당하며, 전체가 아니라 그 안의 게이한신 도시권을 가리키는 경우가 있다. 또한 오사카라고 하여 오사카부가 아닌 막연히 게이한신 도시권을 가리키기도 한다. 또 입시 등에서 교토 대학·오사카 대학·고베 대학을 묶어 가리키기도 한다. 교토부는 게이한신 지역에서 오사카부 다음가는 도시지만(현재 250만 명 거주), 주민의 대부분이 오사카부로 출근해 베드타운의 성격이 짙다. 고베시 또한 오사카부로의 출근인구가 많아 베드타운으로의 성격이 짙다.

## 범위

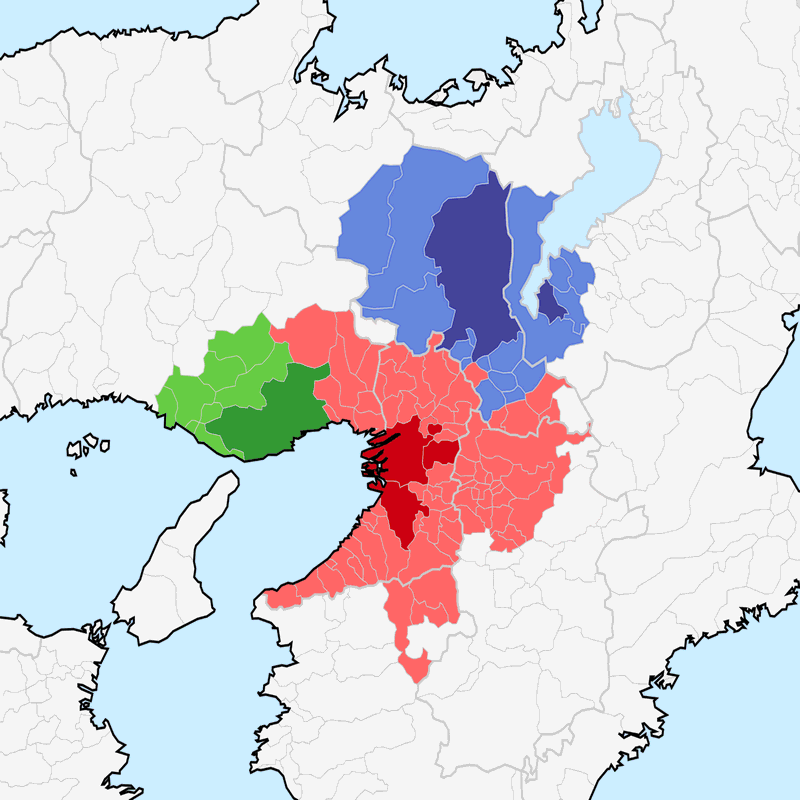
게이한신 도시권: 오사카, 교토, 고베

게이한신 도시권은 구체적으로는 오사카부 전역과 교토부 남부(후나이군 이남), 효고현 남부와 동부, 시가현 남서부, 나라현 북서부(나라 분지 주변), 와카야마현 기노강 유역이다.

## 도시간 교통
교토 ~ 오사카 간에는 JR서일본의 JR 교토 선과 비와코 선이 운행된다. 또한 한큐 전철의 교토 본선과 게이한 전기 철도의 게이한 본선이 함께 운행된다.
오사카 ~ 고베 간에는 JR서일본의 JR 고베 선, 한신 전기 철도의 한신 본선 및 한신 난바 선, 한큐 전철의 고베 본선 등이 운행된다.
교토 ~ 오사카 간을 연결하는 주요 도로로는 메이신 고속도로와 국도 1호선이 있다. 국도 1호선의 포화로 제2 게이한 도로가 건설중이다.
오사카 ~ 고베 간을 연결하는 주요 도로로는 한신 고속도로 3호 고베선, 5호 완간선, 국도 2호선, 국도 43호선이 있다.

## 같이 보기
- 게이한신 관련
  - 오사카시
  - 교토 도시권
  - 고베 도시권
  - 교토시
  - 고베시
  - 오사카만
  - 한신·아와지 대지진
- 도시권 관련
  - 일본의 도시권
  - 수도권
  - 주쿄권